# Rapides de Lachute
Les Rapides de Lachute sont une équipe de hockey sur glace de la Ligue de hockey semi-professionnelle du Québec de Lachute à Québec, Canada.

## Historique
L'équipe est créée en 1996. En 1999, elle déménage à LaSalle pour devenir les Rapides de LaSalle.

### Saisons en LHSPQ
Note: PJ : parties jouées, V : victoires, D : défaites, N : matchs nuls, DP : défaite en prolongation, DF : défaite en fusillade, Pts : Points, BP : buts pour, BC : buts contre, Pun : minutes de pénalité
| Saison  | PJ | V  | D  | N | DP | DF | Pts | Classement               | Séries éliminatoires         |
| ------- | -- | -- | -- | - | -- | -- | --- | ------------------------ | ---------------------------- |
| 1998-99 | 36 | 17 | 19 | 0 | 0  | 0  | 34  | 5e place, division ouest | ?                            |
| 1997-98 | 38 | 25 | 11 | 2 | 0  | 0  | 52  | 2e place, division ouest | Vainqueur de la Coupe Futura |
| 1996-97 | 36 | 20 | 13 | 0 | 3  | 0  | 43  | 5e place, division ouest | ?                            |